# خانزاد مغل خیل
خانزاد مغل خیل (به انگلیسی: Khanzad Mughal Khel) یک منطقهٔ مسکونی در پاکستان است که در بنو، پاکستان واقع شده‌است. خانزاد مغل خیل ۹۵۰ نفر جمعیت دارد.